# Kream

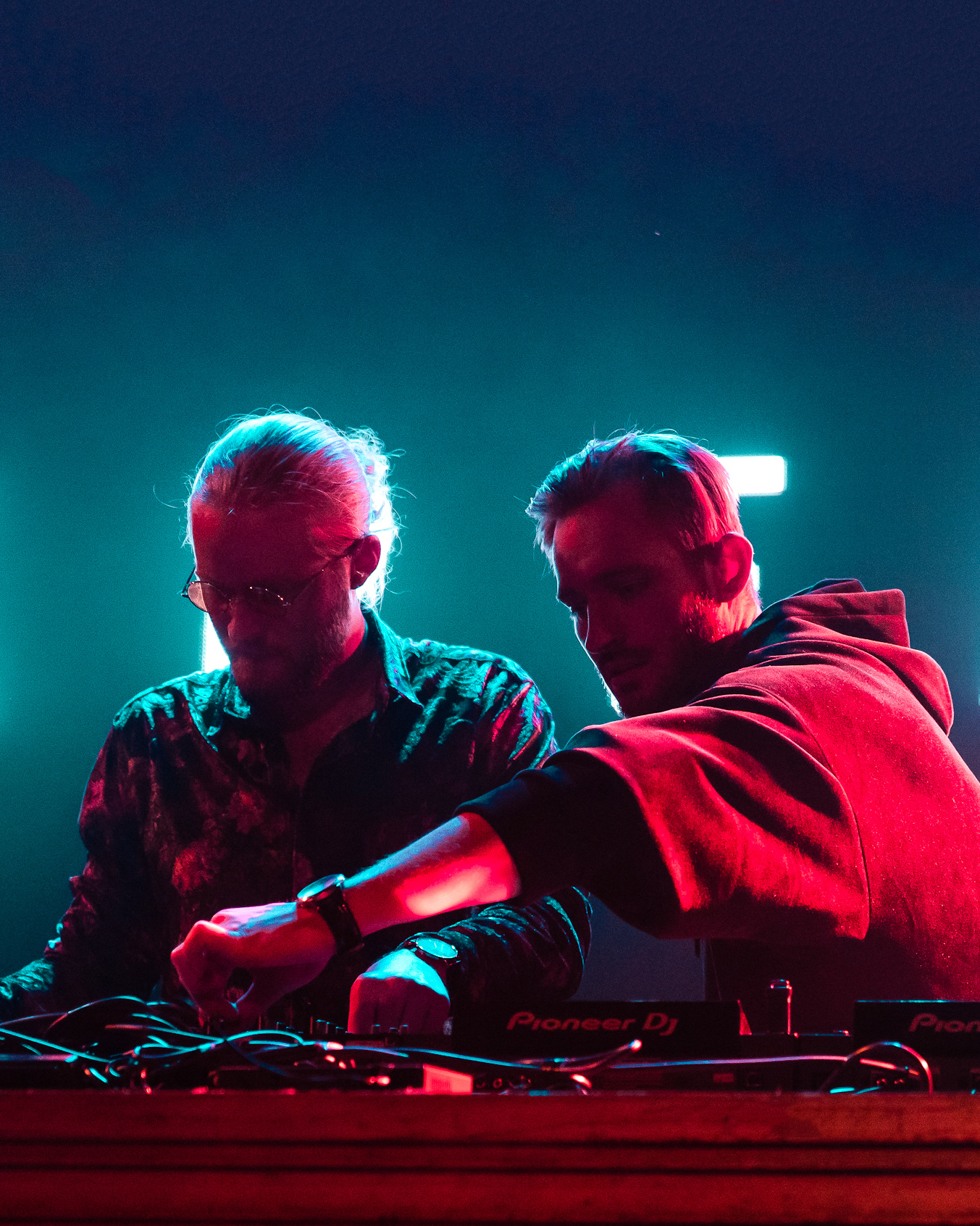
KREAM, 2019 in New York

Kream ist ein norwegisches DJ- und Musikproduzenten-Duo, bestehend aus den Brüdern Daniel Slettebakken und Markus Slettebakken.

## Karriere
Das Produzentenduo hatte im Jahr 2014 mit dem Remix von dem Lied Talking Body von Tove Lo ihren Durchbruch. Der Track wurde millionenfach auf SoundCloud gestreamt. Dadurch wurde auch Tove Lo auf den Remix aufmerksam. Später wurde der Remix offiziell veröffentlicht.
Im Jahr 2016 folgte der Song Taped Up Heart zusammen mit der schwedischen Sängerin Clara Mae. Der Song konnte Chartplatzierungen in den Niederlanden, Schweden und den 21. Platz der US-Dance Charts erreichen.
Zusammen mit Maia Wright erschien im Jahr 2018 die Single Decisions, die Single konnte sich ebenfalls Platzierungen in den US-Dance Charts sichern.

## Diskografie

### Singles

#### Chartplatzierungen
| Jahr | Titel Album      | Höchstplatzierung, Gesamtwochen, AuszeichnungChartplatzierungen (Jahr, Titel, Album, Platzierungen, Wochen, Auszeichnungen, Anmerkungen) | Höchstplatzierung, Gesamtwochen, AuszeichnungChartplatzierungen (Jahr, Titel, Album, Platzierungen, Wochen, Auszeichnungen, Anmerkungen) | Anmerkungen       |
| Jahr | Titel Album      | Dance | SE | Anmerkungen       |
| ---- | ---------------- | --- | --- | ----------------- |
| 2016 | Taped Up Heart – | Dance21 (19 Wo.)Dance | SE70 (6 Wo.)SE | feat. Clara Mae   |
| 2018 | Decisions –      | Dance39 (1 Wo.)Dance | — | feat. Maia Wright |

#### Weitere Singles
| Jahr | Titel                  | Anmerkungen                                                      |
| ---- | ---------------------- | ---------------------------------------------------------------- |
| 2016 | Love You More          | Erstveröffentlichung: 6. Februar 2016                            |
| 2016 | Another Life           | Erstveröffentlichung: 20. Mai 2016 feat. Mark Asari              |
| 2017 | Drowning               | Erstveröffentlichung: 25. Juli 2017 mit Clara Mae                |
| 2018 | Know This Love         | Erstveröffentlichung: 26. Januar 2018 feat. Litens               |
| 2018 | Deep End               | Erstveröffentlichung: 25. Mai 2018 feat. JHart                   |
| 2018 | Enough                 | Erstveröffentlichung: 21. Dezember 2018 mit Cazztek und Shoffy   |
| 2019 | Edit You               | Erstveröffentlichung: 22. März 2019 feat. Stela Cole             |
| 2019 | Ain’t Thinkin Bout You | Erstveröffentlichung: 31. Mai 2019 mit Eden Prince, feat. Louisa |
| 2019 | Go Somewhere           | Erstveröffentlichung: 16. August 2019 mit Rani                   |
| 2020 | Jack                   | Erstveröffentlichung: 14. Februar 2020 mit Black Caviar          |
| 2020 | Choices                | Erstveröffentlichung: 27. März 2020 mit Imanos                   |
| 2020 | Lies                   | Erstveröffentlichung: 28. August 2020 mit Steve Aoki             |
| 2020 | Water                  | Erstveröffentlichung: 23. Oktober 2020 feat. ZOHARA              |
| 2020 | About You              | Erstveröffentlichung: 27. November 2020                          |